# Davenport (Florida)
Davenport es una ciudad ubicada en el condado de Polk en el estado estadounidense de Florida. En el Censo de 2010 tenía una población de 2.888 habitantes y una densidad poblacional de 333,45 personas por km².

## Geografía
Davenport se encuentra ubicada en las coordenadas 28°9′40″N 81°36′39″O / 28.16111, -81.61083. Según la Oficina del Censo de los Estados Unidos, Davenport tiene una superficie total de 8.66 km², de la cual 8.34 km² corresponden a tierra firme y (3.74%) 0.32 km² es agua.

## Demografía
Según el censo de 2010, había 2.888 personas residiendo en Davenport. La densidad de población era de 333,45 hab./km². De los 2.888 habitantes, Davenport estaba compuesto por el 72.99% blancos, el 10.77% eran afroamericanos, el 0.52% eran amerindios, el 1.04% eran asiáticos, el 0.21% eran isleños del Pacífico, el 11.63% eran de otras razas y el 2.84% pertenecían a dos o más razas. Del total de la población el 28.77% eran hispanos o latinos de cualquier raza.